# Michaił Lesieczko
Michaił Awksientjewicz Lesieczko (ros. Михаи́л Авксе́нтьевич Лесе́чко, ur. 13 października?/26 października 1909 w Aleksandrowsku (obecnie Zaporoże), zm. 21 stycznia 1984 w Moskwie) – wicepremier ZSRR (1962-1980).

## Życiorys
Urodzony w ukraińskiej rodzinie robotniczej, od 1924 był tokarzem w fabryce w Chersoniu, od 1932 technolog w fabryce, później pracował w Moskiewskim Instytucie Lotniczym. W 1934 ukończył Moskiewski Instytut Lotniczy, 1934-1942 kolejno szef odlewni, zastępca głównego inżyniera i szef produkcji fabryk lotniczych, od 1940 członek WKP(b), 1942-1946 pracownik Ludowego Komisariatu Przemysłu Lotniczego ZSRR. 1946-1948 w Radzie Technicznej ds. Mechanizacji przy Radzie Ministrów ZSRR, 1948-1954 dyrektor fabryki maszyn, jednocześnie od 17 grudnia 1948 do 1954 szef Specjalnego Biura Konstruktorskiego nr 245 Ministerstwa Budowy Maszyn i Przyrządów ZSRR, od 1954 do stycznia 1956 I zastępca ministra budowy maszyn i przyrządów ZSRR. Od 21 stycznia 1956 do 10 maja 1957 minister budowy przyrządów i środków automatyzacji ZSRR, od maja 1957 do 1958 zastępca przewodniczącego Państwowego Komitetu Planowania Rady Ministrów Ukraińskiej SRR - minister Ukraińskiej SRR, od maja 1958 do kwietnia 1960 I zastępca przewodniczącego Państwowego Komitetu Planowania Rady Ministrów ZSRR - minister ZSRR. Od kwietnia 1960 do listopada 1962 przewodniczący Komisji Prezydium Rady Ministrów ZSRR ds. Zagadnień Gospodarki Zagranicznej - minister ZSRR, od 31 października 1961 do 23 lutego 1981 członek KC KPZR, od 24 listopada 1962 do 24 października 1980 zastępca przewodniczącego Rady Ministrów ZSRR, od listopada 1962 do 1977 przedstawiciel ZSRR w RWPG, od października 1980 na emeryturze. Deputowany do Rady Najwyższej ZSRR od 6 do 10 kadencji. Pochowany na Cmentarzu Nowodziewiczym.

## Odznaczenia i nagrody
- Order Lenina (czterokrotnie)
- Order Czerwonego Sztandaru Pracy
- Order Czerwonej Gwiazdy
- Nagroda Stalinowska (1954)